# Віргініюс Сінкевічюс
Віргініус Сінкевичюс (лит. Virginijus Sinkevičius) — литовський політик та економіст, Міністр економіки Литви (2017—2019). Був головою Комітету з економіки (2016—2017 роки), заступником голови політичної групи Союзу селян і зелених Литви. Сінкевічюс має ступені Аберриствітського університету (Уельс, Велика Британія) та Маастрихтського університету (НЛ).
З 2016 по 2019 рік був депутатом Сейму Литовської Республіки.
У 2019 році був призначений Європейським комісіонером з питань довкілля, океанів та рибальства.

## Нагороди
- Орден «За заслуги» II ст. (Україна, 4 листопада 2022) — за вагомий особистий внесок у зміцнення міждержавного співробітництва, підтримку державного суверенітету та територіальної цілісності України, популяризацію Української держави у світі.[10]